# Cataractes de Tres Hermanas
Les cataractes de Tres Hermanas, en espagnol cataractas las Tres Hermanas, littéralement « cataractes des Trois Sœurs », sont des cascades du Pérou parmi les plus hautes du monde avec 914 mètres de hauteur totale.

## Caractéristiques
La chute d'eau est constituée de cinq sauts. Au total, elle mesure 914 mètres de haut.
La cascade mesure 12 mètres de large.

## Localisation
Les cataractes de Tres Hermanas dans la cordillère Orientale, dans la région d'Ayacucho, au Pérou. Elles sont alimentées par le rio Cutivireni.